# Kärrsmyrtjärnen
Kärrsmyrtjärnen är en sjö i Hudiksvalls kommun i Hälsingland och ingår i Delångersåns huvudavrinningsområde.